# 夾板
夾板（英語：splint）又称副木、夾，是用于人体各部位创伤、骨折、复位术后的固定和半固定的板型医用器具。夾板多為硬性或有彈性的工具，可將移位的或可動的身體部位保持在適當位置，也能對受傷部位提供保護。
夾板可用於嚴重程度不至於需要固定整個受傷部位的損傷，例如某些骨折、軟組織扭傷、肌腱損傷、等待骨外科治療的損傷。夾板可以是靜態的、不允許活動的，也可以是動態的、允許特定的動作。夾板還可用於減輕受損關節的疼痛。夾板可以快速且簡便地使用，不像上石膏需要相關技術。夾板通常由某些彈性材料和穩固的桿狀結構組成，以保持穩定性。常併用帶釦或魔鬼氈。

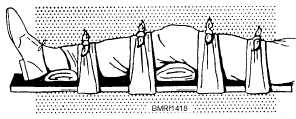
固定腳部之夾板

夾板皆屬於裝具（orthosis）。

## 用途
- 緊急醫療服務或志願的第一響應者在運輸病患前暫時固定骨折的肢體。
- 職能治療師用來固定關節。
- 運動防護員固定受傷的骨骼或關節，幫助安全運輸傷者。
- 急診醫師穩定骨折或扭傷，直到由骨科醫師接手診治。

## 類型
- 踝鐙：用於腳踝[3]

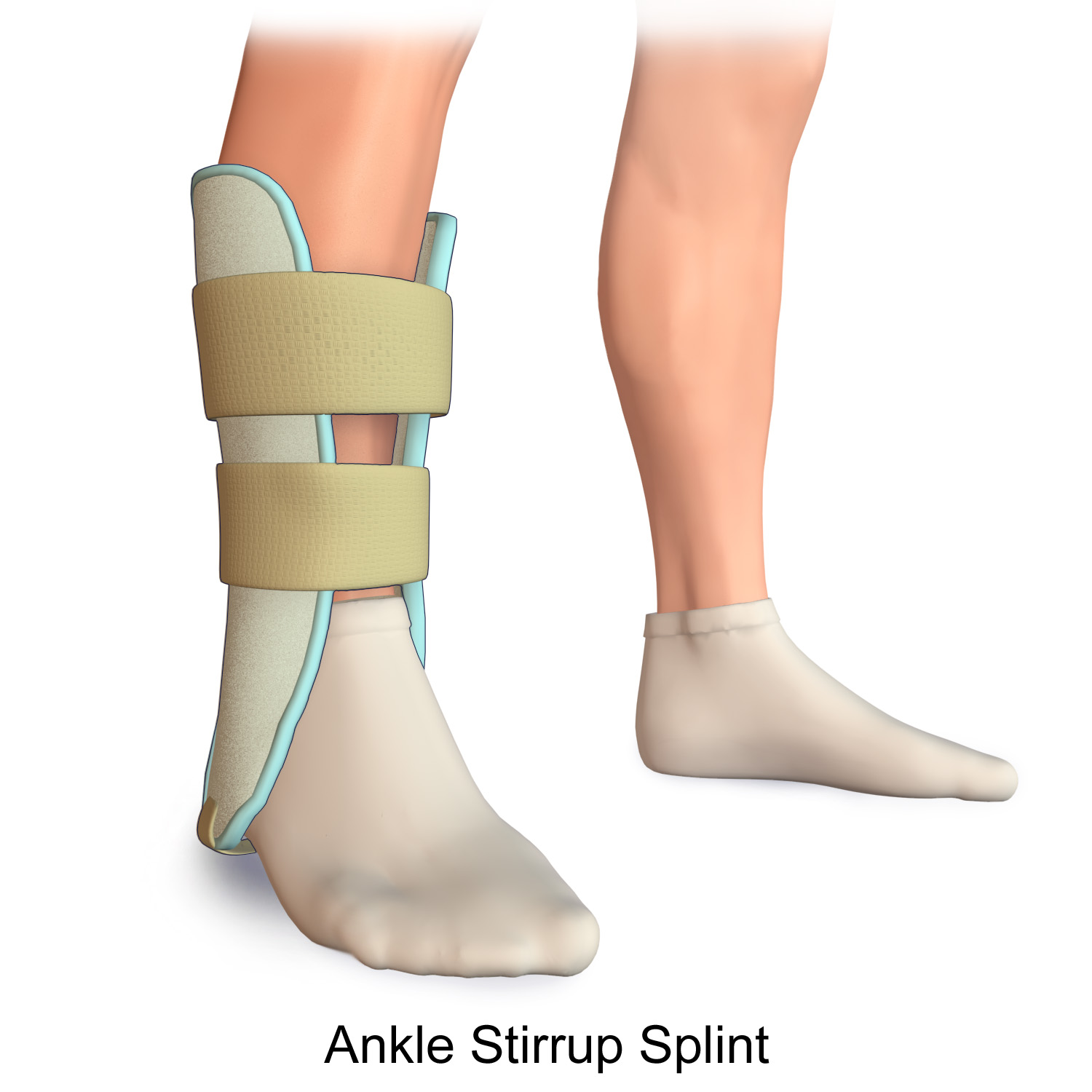
Illustration of an Ankle Stirrup Splint

- 手指副木：用於手指。鎚狀指或棒球指是指伸肌肌腱斷裂，有時合併骨折。雖然可能必須手術，但手指副木也可能治癒[4]。
- 鼻副木[5]
- 後小腿副木
- 後全腿副木
- 後肘副木
- 糖鉗：用於前臂或手腕。因其長U形特徵而被稱為「糖鉗」，看起來像用來拾取方糖的器具[6]。
- 拇指固定型副木（英語：Thumb spica splint）：用於拇指[7]
- 尺骨溝形副木（英語：Ulnar gutter）：用於前臂到手掌[8]
- 掌腕副木：用於腕部[9]
- 腕/臂副木：用於腕部或手臂。

## 外部連結
- 英國紅十字會 （页面存档备份，存于）